# Jules Bianchi
Jules Lucien André Bianchi (phát âm tiếng Pháp: [ʒyl bjɑ̃ki]) 3 tháng 8 năm 1989 – 17 tháng 7 năm 2015) là một tay đua xe người Pháp đã lái xe cho đội đua Marussia trong giải vô địch thế giới công thức 1.
Bianchi trước đây đã từng đua ở các giải đua Công thức Renault 3.5, GP2 và Công thức 3 và là thành viên của Học viện Tay đua của Ferrari. Anh ấy đã tham gia Công thức 1 với tư cách là người lái xe thực hành vào năm 2012 cho đội đua Force India. Năm 2013, anh đã ra mắt đua cho Marussia, về thứ 15 trong chặng đua mở màn ở Úc và kết thúc mùa giải ở vị trí thứ 19 mà không ghi được điểm nào. Kết quả tốt nhất của anh ấy năm đó là vị trí thứ 13 tại giải đua ô tô Công thức 1 Malaysia. Vào tháng 10 năm 2013, đội đã xác nhận rằng anh sẽ tiếp tục đua cho đội vào mùa giải tiếp theo. Trong mùa giải 2014, anh đã ghi điểm đầu tiên cho cả mình và đội Marussia trong công thức 1 tại giải đua ô tô Công thức 1 Monaco 2014. Vào ngày 5 tháng 10 năm 2014, tại giải đua ô tô Công thức 1 Nhật Bản, Bianchi đã mất kiểm soát chiếc xe Marussia của mình trong điều kiện rất ẩm ướt và va chạm với một phương tiện cứu hộ khiến anh bị chấn thương. Anh đã trải qua cuộc phẫu thuật khẩn cấp và bị đưa vào tình trạng hôn mê cho đến khi qua đời vào ngày 17 tháng 7 năm 2015. Cái chết của Bianchi là cái chết đầu tiên do sự cố trên đường đua ở công thức 1 trong hơn 20 năm sau tai nạn chết người của nhà vô địch công thức 1 Ayrton Senna tại giải đua ô tô Công thức 1 San Marino vào năm 1994. Tính đến năm 2022, đây cũng là vụ tai nạn nguy hiểm gần đây nhất xảy ra ở công thức 1.

## Sự nghiệp

### Công thức 1 (2013-2014)

#### Marussia (2013-2014)

##### 2013
Vào ngày 1 tháng 3 năm 2013, Marussia thông báo rằng Bianchi sẽ thay thế Luiz Razia để trở thành tay đua chính thức sau khi hợp đồng của Razia bị chấm dứt do vấn đề tài trợ. Tại giải đua ô tô Công thức 1 Úc, Bianchi vượt qua vòng loại ở vị trí thứ 19 tại mở màn, nhanh hơn đồng đội Max Chilton 3/4 giây. Bianchi đã vượt Pastor Maldonado và Daniel Ricciardo ở vòng đầu tiên và cuối cùng anh đã về đích thứ 15 trong chặng đua đầu tiên trong sự nghiệp. Anh lại xuất phát ở vị trí thứ 19 tại giải đua ô tô Công thức 1 Malaysia, cách hạng Q2 0,3 giây. Bianchi tụt lại phía sau hai chiếc xe Caterham khi xuất phát cuộc đua, nhưng đã leo lên thứ tự sau khi đổi lốp ở làn pit, cuối cùng về đích ở vị trí thứ 13 trước đồng đội của mình và cả hai tay đua Caterham. Kể từ giải đua ô tô Công thức 1 Hungary, Bianchi đã đánh bại đồng đội của mình trong tất cả các vòng phân hạng và tất cả các chặng đua mà cả hai đã hoàn thành và về đích. Tại giải đua ô tô Công thức 1 Nhật Bản, anh và tay đua đồng hương Charles Pic của Caterham đã bị phạt mười bậc vì đã nhận ba lần khiển trách trong mùa giải. Cuộc đua của anh ấy đã kết thúc sớm sau một vụ va chạm với tay đua người Hà Lan Giedo van der Garde.
Anh kết thúc mùa giải này với 0 điểm ở vị trí thứ 19.

##### 2014
Vào tháng 10 năm 2013, Marussia xác nhận rằng Bianchi tiếp tục ở lại đội cho mùa giải tiếp theo. Sau khi bắt đầu mùa giải với những khó khăn ở Úc, Bianchi đã vượt qua khó khăn để ghi điểm cho anh và của đội anh trong công thức 1 bằng cách về đích thứ 9 tại giải đua ô tô Công thức 1 Monaco 2014. Trong số chín chặng đua mà Bianchi và Chilton đã hoàn thành mà không bỏ cuộc, anh là tay đua nhanh hơn trong tám chặng đua đó. Anh đã tiếp tục khẳng định vị thế của mình với tư cách là tay đua dẫn đầu của đội. Chilton đã bỏ cuộc hai lần và Bianchi năm lần, trong đó ba lần bỏ cuộc của Bianchi là do lỗi máy móc. Vài ngày trước khi xảy ra tai nạn chết người, Bianchi tuyên bố anh "sẵn sàng" vào ghế đua của đội Scuderia Ferrari nếu đội đua cần anh trong bối cảnh Fernando Alonso chuẩn bị rời đội.
Cho đến giải đua ô tô Công thức 1 Nhật Bản, anh đang đứng ở vị trí thứ 17 với 2 điểm trong bảng xếp hạng.

## Cái chết
Bianchi qua đời vào ngày 17 tháng 7 năm 2015 ở tuổi 25 do những vết thương tại thời điểm anh gặp tai nạn ở Suzuka chín tháng trước đó. Cái chết của anh khiến anh trở thành tay đua công thức 1 đầu tiên thiệt mạng do chấn thương trong một chặng đua Công thức 1 kể từ Ayrton Senna năm 1994.
Trong tuyên bố chính thức của họ, gia đình của Bianchi cho biết:
"Với nỗi buồn sâu sắc, cha mẹ của Jules Bianchi, Philippe và Christine, anh trai Tom và em gái Mélanie, muốn thông báo rằng Jules đã qua đời đêm qua tại Trung tâm Bệnh viện Đại học ở Nice. Jules đã chiến đấu đến cùng như anh ấy vẫn luôn làm, nhưng hôm qua trận chiến của anh ấy đã kết thúc. Chúng tôi cảm thấy một nỗi đau vô cùng và không thể diễn tả được."
Lễ tang được tổ chức tại Nhà thờ lớn Nice vào ngày 21 tháng 7 năm 2015. Sau đó, anh được hỏa táng và tro cốt được an nghỉ tại nghĩa trang Monte Carlo. Nhiều tay đua hiện tại, giải nghệ và tương lai đã tham dự đám tang của Bianchi, bao gồm Alexander Wurz, Esteban Gutiérrez, Allan McNish, Alexander Rossi, Lewis Hamilton, Charles Leclerc, Nico Rosberg, Jenson Button, Sebastian Vettel, Jean-Éric Vergne, Marcus Ericsson, Roberto Merhi, Adrian Sutil, Valtteri Bottas, Pastor Maldonado, Pedro de la Rosa, Romain Grosjean, Daniel Ricciardo, Felipe Massa, Alain Prost, Nico Hülkenberg, Olivier Panis, Daniil Kvyat và Max Chilton.
Vào tháng 5 năm 2016, có thông báo rằng gia đình của Bianchi có kế hoạch khởi kiện FIA, đội Marussia của Bianchi và Tập đoàn Công thức 1 của Bernie Ecclestone.

## Đời tư
Jules Bianchi sinh ra ở Nice, Pháp. Cha mẹ của anh tên là Philippe và Christine Bianchi. Anh có hai anh chị em, Tom và Mélanie và từng là cha đỡ đầu của tay đua Ferrari hiện tại Charles Leclerc. Tay đua yêu thích của anh là nhà vô địch công thức 1 bảy lần người Đức Michael Schumacher.